# عين يعقوب
عين يعقوب هي قرية لبنانية من قرى قضاء عكار في محافظة الشمال. تقع عين يعقوب في الجزء الشمالي الشرقي من قضاء عكار. تبعد قرية عين يعقوب حوالي 45 كلم عن طرابلس مركز المحافظة و28 كلم عن حلبا مركز القضاء.
تحيطها بلدات بزبينا والشقدوف, والبرج.
معظم اهلها ممن الفوا الهجرة إلى اصقاع الدنيا باطرافها من أستراليا وإلى الولايات المتحدة والبرازيل في الغرب.
ليس في هذه القرية 'شوارع وانما هي طريق عام اصطفت البيوت يمنة ويسرة علي جانبيه ثم تبعثرت قليلا بعد أن مدت إليها مياه للشرب. منمنتوجاتها الزراعية الإجاص والتفاح والكاكي واللوز. 